# Tikiguania estesi
La tikiguania (Tikiguania estesi) è una lucertola estinta, vissuta nel Triassico superiore (Carnico, circa 220 milioni di anni fa). I suoi resti sono stati ritrovati in India.

## Significato dei fossili
Conosciuto solo per un ramo mandibolare quasi completo, questo animale è ritenuto essere la più antica lucertola conosciuta. La mandibola presenta una dentatura pleurodonte e acrodonte, simile a quella che si riscontra nelle odierne iguane: erano presenti 14 denti di dimensioni crescenti verso la parte posteriore della mandibola, di forma tricuspidata e appiattiti lateralmente. La mandibola era lunga meno di due centimetri, e fa supporre che l'animale fosse di piccole dimensioni.
I resti di Tikiguania rafforzano l'ipotesi che le iguane si diversificano prima della divisione della Pangea.